# Ictericodes japonicus
Ictericodes japonicus är en tvåvingeart som först beskrevs av Christian Rudolph Wilhelm Wiedemann 1830.  Ictericodes japonicus ingår i släktet Ictericodes och familjen borrflugor. Inga underarter finns listade i Catalogue of Life.